# Unteres Steyr- und Ennstal
Unteres Steyr- und Ennstal este o arie protejată (arie specială de conservare — SAC, sit de importanță comunitară — SCI) din Austria întinsă pe o suprafață de 371,65 ha, integral pe uscat.

## Localizare
Centrul sitului Unteres Steyr- und Ennstal este situat la coordonatele 48°02′49″N 14°21′46″E / 48.047°N 14.3628°E.

## Înființare
Situl Unteres Steyr- und Ennstal a fost declarat sit de importanță comunitară în noiembrie 2014 pentru a proteja 5 specii de animale. Situl a fost protejat și ca arie specială de conservare în februarie 2018.

## Biodiversitate
Situată în ecoregiunea continentală, aria protejată conține 15 habitate naturale: Lacuri eutrofice naturale cu vegetație de tip Magnopotamion sau Hydrocharition, Râuri de munte și vegetația lor lemnoasă cu Salix elaeagnos, Cursuri de apă de la nivel de câmpie la nivel montan, cu vegetație Ranunculion fluitantis și Callitricho-Batrachion, Pajiști alpine și subalpine calcaroase, Pajiști uscate seminaturale și facies de acoperire cu tufișuri pe substraturi calcaroase (Festuco-Brometalia) (* situri importante pentru orhidee), Liziere de ierburi înalte hidrofile de câmpie și de nivel montan până la alpin, Fânețe de joasă altitudine (Alopecurus pratensis, Sanguisorba officinalis), Izvoare petrifiante cu formare de travertin (Cratoneurion), Pante stâncoase calcaroase cu vegetație casmofită, Păduri de fag Asperulo-Fagetum, Păduri de fag din Europa Centrală dezvoltate pe sol calcaros cu Cephalanthero-Fagion, Păduri de stejar și carpen Galio-Carpinetum, Păduri pe pante, grohotișuri și ravene de Tilio-Acerion, Păduri aluvionare cu Alnus glutinosa și Fraxinus excelsior (Alno-Padion, Alnion incanae, Salicion albae), Păduri mixte riverane de Quercus robur, Ulmus laevis și Ulmus minor, Fraxinus excelsior sau Fraxinus angustifolia, de-a lungul marilor râuri (Ulmenion minoris).
La baza desemnării sitului se află mai multe specii protejate:
- amfibieni (1): Triturus carnifex
- mamifere (1): vidră de râu (Lutra lutra)
- pești (3): zglăvoacă (Cottus gobio), lostriță (Hucho hucho), clean dungat (Telestes souffia)